# Cotuzina
Las cotuzinas A y B son pseudoalcaloides obtenidos del extracto butanólico de las partes aéreas (tallos y hojas) de la planta Cotula coronopifolia

## Propiedades espectroscópicas
El espectro de 13C-RMN indica la presencia de 21 carbonos. El espectro de 1H-RMN muestra las siguientes señales: 